# Landgericht

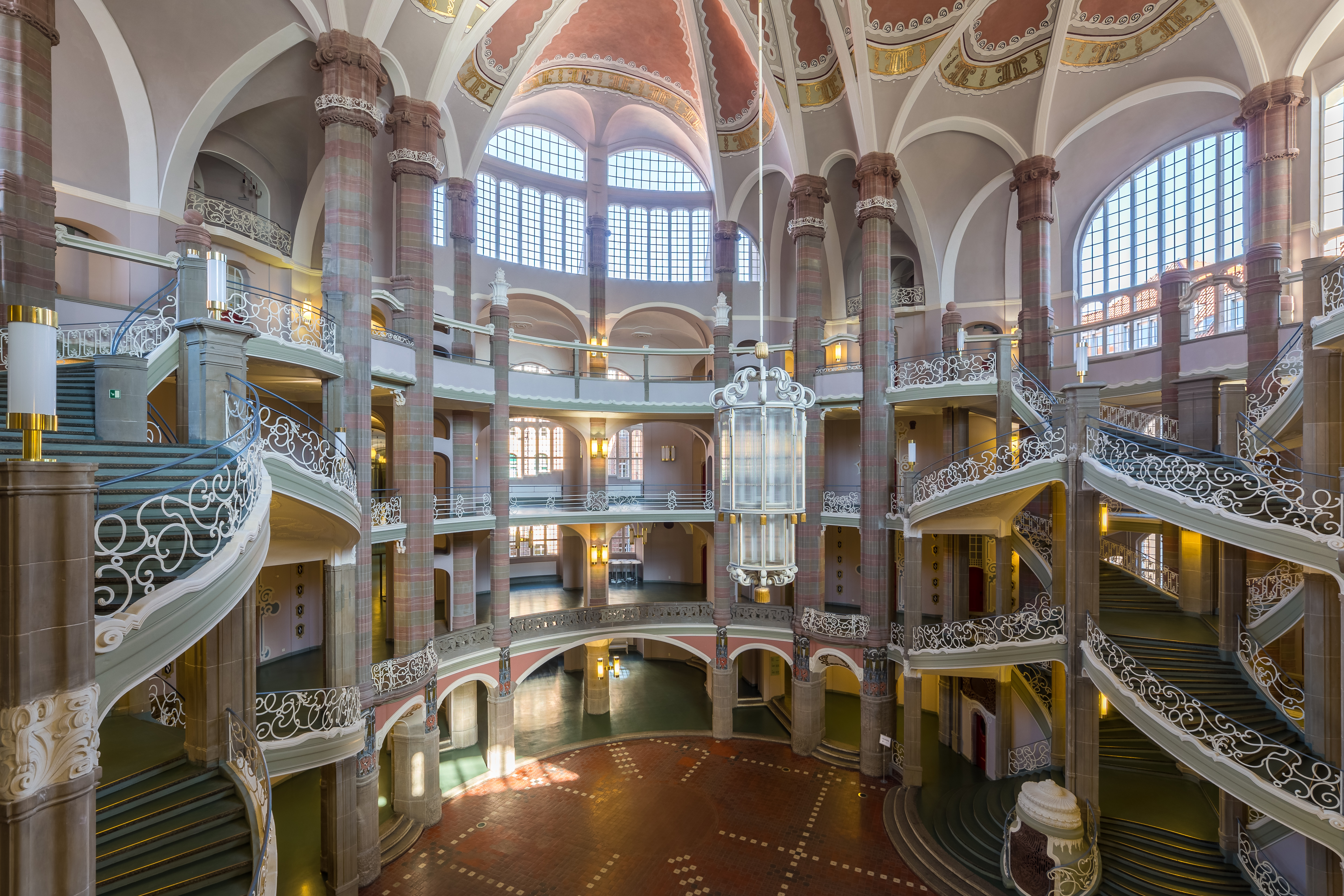
Trapphuset i Landgericht Berlin

Landgericht är en tysk domstol, som handlägger mål som inte handläggs i Amtsgericht eller Oberlandesgericht. Framförallt blir det tvister där tvisteföremålet är större än 5 000 euro.